# Jāndārān
Jāndārān (persiska: جانداران) är en ort i Iran.   Den ligger i provinsen Västazarbaijan, i den nordvästra delen av landet, 500 km väster om huvudstaden Teheran. Jāndārān ligger 1 766 meter över havet och antalet invånare är 222.
Terrängen runt Jāndārān är kuperad åt nordost, men åt sydväst är den bergig. Runt Jāndārān är det ganska tätbefolkat, med 80 invånare per kvadratkilometer. Närmaste större samhälle är Vāvān, 14,2 km söder om Jāndārān. Trakten runt Jāndārān består i huvudsak av gräsmarker.